# Show Me the Wonder
"Show Me the Wonder" é uma canção da banda britânica de rock Manic Street Preachers, primeiro single do álbum Rewind the Film (2013). Escrita pelo baixista Nicky Wire com arranjos do vocalista James Dean Bradfield e do baterista Sean Moore, alcançou a posição 77 na parada de singles do Reino Unido.
A música segue as influências acústicas contidas no álbum, porém, com certo teor soul pop. O clipe da canção, dirigido por Kieran Evans, ganhou o prêmio de Melhor vídeo no Q Awards.

## Faixas
| CD Promocional; versão Reino Unido |                                     |         |  |
| N.º                                | Título                              | Duração |  |
| 1.                                 | "Show Me the Wonder"                | 3:20    |  |
| 2.                                 | "Show Me the Wonder" (Instrumental) | 3:20    |  |

| Download digital |                      |         |  |
| N.º              | Título               | Duração |  |
| 1.               | "Show Me the Wonder" | 3:20    |  |
| 2.               | "Melancholyme"       | 3:09    |  |
| 3.               | "Tsunami"            | 3:34    |  |

| Vinil |                           |         |  |
| N.º   | Título                    | Duração |  |
| 1.    | "Show Me the Wonder"      |         |  |
| 2.    | "T.E. Lawrence on a Bike" |         |  |

| Vinil |                                        |         |  |
| N.º   | Título                                 | Duração |  |
| 1.    | "Show Me the Wonder"                   |         |  |
| 2.    | "What Happened to the Blue Generation" |         |  |

## Ficha técnica
- James Dean Bradfield - vocais, violão
- Sean Moore - bateria
- Nicky Wire - baixo

Músicos convidados
- Gavin Fitzjohn - arranjo de metais, sax tenor e barítono, trompete
- John Rey - piano
- Alex Silva - produção musical
- Loz Williams - produção musical